# Tuberculatus higuchii
Tuberculatus higuchii är en insektsart. Tuberculatus higuchii ingår i släktet Tuberculatus och familjen långrörsbladlöss.

## Underarter
Arten delas in i följande underarter:
- T. h. higuchii
- T. h. breviunguis